# تشمن جعفربيغ (مقاطعة دلفان)
تشمن جعفربيغ (بالفارسية: چمن جعفربیگ) هي قرية تقع في قسم كاكاوند الشرقي الريفي (مقاطعة دلفان) في إيران. يقدر عدد سكانها بـ 26 نسمة بحسب إحصاء 2016.